# Atralata albofascialis
Atralata albofascialis là một loài bướm đêm thuộc họ Crambidae. Chúng là loài duy nhất trong chi Atralata, thường được tìm thấy ở châu Âu.